# Pont de Donghai
Le pont de Donghai (chinois simplifié : 东海大桥 ; chinois traditionnel : 東海大橋 ; pinyin : Dōnghǎi Dàqiáo ; litt. « Grand pont de la mer orientale ») en Chine était en 2005 le plus long pont maritime au monde (le pont de la baie de Hangzhou ouvert en juin 2008 mesure 35,6 km de long et le pont Haiwan dans la baie de Jiaozhou en mer Jaune ouvert en 2010 mesure 41,85 km ).

Il relie sur 32,5 km — dont 26 km en continu au-dessus de la mer — la ville de Shanghai aux îles Yangshan, sur lesquelles est en train d'être construit le port de Yangshan, le plus grand port en eaux profondes du monde. Il a été inauguré le 1er décembre 2005.

## Caractéristiques
- Longueur : 32,5 km
- Largeur : 31,5 m
- Voies : 6 voies de circulation + 2 bandes d'arrêt d'urgence.
- Piles (piliers massifs) : 670 séries espacées de 50 m + 2 pylônes.
- Tablier : 670 portions mesurant chacune la surface de 4 terrains de volley et pesant chacune 1 600 tonnes avec une marge d'erreur lors de la pose de 5 mm. 100 000 tonnes d'asphalte ont été utilisées pour le recouvrir.
- Pont suspendu principal : Longueur 420 m, hauteur des tours 159 m et hauteur sous-tablier 40 m : suffisant pour faire passer les navires de tout tonnage.
- Coût initial estimé : 400 millions d'euros, coût final 1,1 milliard d'euros.

## Historique du projet
Après avoir dépassé le port de Rotterdam ( Pays-Bas) en 2003, celui de Hong Kong en 2004 et celui de Singapour en 2005, Shanghai est désormais, grâce au dynamisme de la Chine, le port le plus important du monde mais complètement engorgé avec une croissance annuelle de son trafic de 30 %.
En 2000-2001, il fut décidé de construire un nouveau port en eaux profondes sur les îles Yangshan, au large de Shanghai. Ce nouveau port devant être relié au quartier de Guoyuan par un pont gigantesque ondulant en pleine mer sur pas moins de 32,5 kilomètres avant d'atteindre son objectif, afin de suivre les hauts fonds capables de soutenir les fondations.

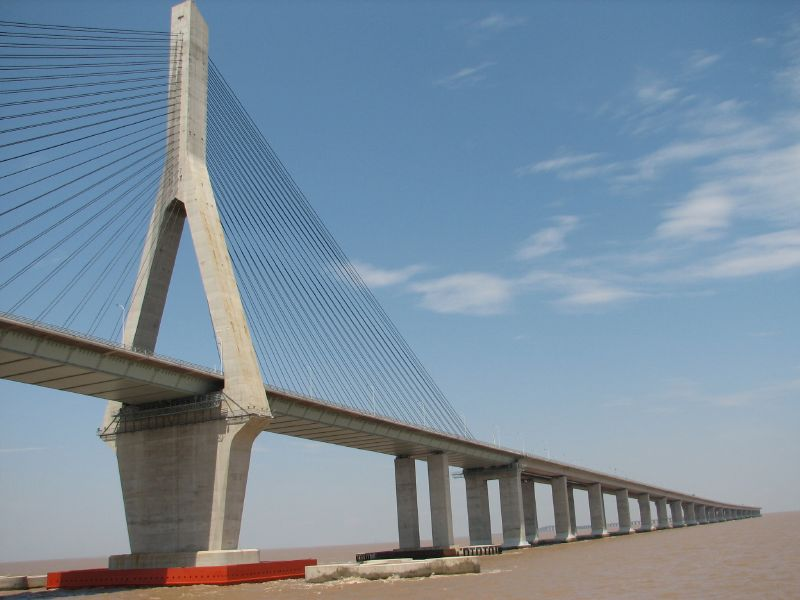
Pylone du pont à haubans

Alors que les premières estimations avaient prévu un délai normal de sept à huit ans pour cette réalisation, les travaux de fondation eurent lieu du 26 juin 2002 au 16 septembre 2003, la structure elle-même fut achevée le 26 mai 2005, soit moins de trois ans après le début des travaux, établissant un record de rapidité dans la construction, malgré vents, marées et ouragans sévissant dans la région. Les travaux de finition — asphalte, équipements de signalisation et de sécurité — furent eux-mêmes terminés fin novembre 2005.
Ce miracle à la chinoise a été rendu possible, grâce à une organisation parfaite et surtout grâce au nombre et à la gestion particulière de la main-d'œuvre employée. Six mille ouvriers, ingénieurs et techniciens en provenance des provinces de Jiangsu, d'Anhui et du Henan ont été employés sur ce chantier gigantesque. Ils travaillaient et vivaient sur le pont et dans ses entrailles, à l'intérieur même des immenses poutrelles métalliques — 59 m de long, 6 m de large, 3,5 m de haut — à 20 mètres au-dessus du niveau des flots, déménageant au fur et à mesure de l'avancement des travaux. Chacun avait droit à une surface de 3,5 m2.
Le salaire moyen était de 1 000 yuans (environ 110 euros), soit le double du salaire moyen dans le secteur de la construction en Chine. Isolés, vivant dans une humidité permanente de 100 %, ils n'avaient aucun loisir pour dépenser leur salaire. Leur journée de travail durait 12 heures. Selon un des responsables de la construction : « Si nous avions dû emmener quotidiennement à terre l'ensemble du personnel, nous aurions subi une perte de temps considérable pour le projet. C'était incompatible avec les délais souhaités par les autorités de la ville. »
Le 29 janvier 2014, les autorités de la planification urbaine annoncent la construction d'un deuxième pont combinant la route et le rail, afin de répondre à une demande croissante de transport entre la ville de Shanghai et le port de Yangshan.